# Синбірська провінція
Синбірська провінція — одна з провінцій Московського царства і з 1721 року Російської імперії. Центр — місто Синбірськ (з 1780 року Симбірськ).

## Історія
У 1708 році вийшов Наказ московського царя Петра I про поділ Московського царства на 8 губерній. Синбірськ, як провінційне місто, разом з Симбірським повітом, зараховано до Казанської губернії. На допомогу воєводі (попри те, що військове керівництво Симбірською чертою було скасовано) було призначено обер-коменданта.
У 1716 році, замість обер-коменданта, до воєводи було призначено «товаришів»: 2 ландрата і 2 комісара. У 1719 році вони були замінені одним комендантом.
У 1721 році кількість товаришів збільшили і призначали: обер-ландрихтера з 5 асесорами. А 1722 року — 2 асесорами і 2 секретарями.
Синбірська провінція була утворена в 1719 році в складі Астраханської губернії з Синбірського повіту. До складу провінції увійшли міста:
- Білий Яр,
- Яриклінськ,
- Юшанськ,
- Тагай,
- Уренськ,
- Карсун,
- Аргаш,
- Сурський Острог,
- Олексеєвськ,
- Самара (з повітом),
- Кашпір,
- Сизрань,
- Дмитриєвськ (нині Хвалинськ),
- Петровськ[6].

У 1728 році Синбірська провінція була повернута до Казанської губернії.
З 5 по 8 червня 1767 році Синбірськ відвідала імператриця Катерина II.
У 1774 році на території провінції проходило Селянська війна під проповодом Омеляна Пугачова, в околицях Базарного Уреня, загинув воєвода провінції Андрій Петрович Ричков.
У листопаді 1775 року поділ губерній на провінції було скасовано, що неофіційно продовжували існувати до 1780-их років.
За результатами реформи проведеної Катериною II, 27 грудня 1780 року, Синбірськ перейменовано на Симбірськ, а з Симбірської провінції було утворено Симбірське намісництво.

## Воєводи і коменданти провінції
| Ф. І. О.                        | Чин, звання                       | період      | Примітки |
| ------------------------------- | --------------------------------- | ----------- | --- |
| Бахмєтєв Іван Єфремович         | обер-комендант                    | 1708 — 1712 | У 1708 р Синбірський повіт увійшов до складу новоствореної Казанської губернії                                                     |
| Мещерський Михайло Богданович   | князь, майор, воєвода             | 1717 — 1719 | У 1717 р Синбірський повіт увійшов до складу Астраханської губернії. У 1719 р з Синбірського повіту утворена Синбірська провінція. |
| Кікін Іван Васильович           | воєвода                           | 1719        | |
| Нєстєров Олександр Олексійович  | підполковник, комендант           | 1719        | |
| Обухов Федір Іванович           | ассесор                           | 1720 — 1722 | |
| Хрущов Федір Федорович          | стольник і воєвода                | 1723        | |
| Толстов Борис Семенович         | воєвода                           | 1729        | У 1728 р провінція повернута до складу Казанської губернії                                                                         |
| Бєкєтов Опанас Олексійович      | полковник, воєвода                | 1729 — 1731 | У 1730 р місто Синбірськ згоріло                                                                                                   |
| Новіков Іван Васильович         | статський радник, воєвода         | 1731 — 1732 | |
| Нємков Іван Іванович            | полковник, воєвода                | 1733 — 1738 | |
| Волконський Григорій Григорович | князь, полковник, воєвода         | 1740 — 1741 | У 1740 р місто згоріло |
| Соковнін Петро Олексійович      | дійсний статський радник, воєвода | 1742 — 1746 | |
| Бєкєтов Опанас Олексійович      | воєвода                           | 1751 — 1752 | |
| Ходирев А. А.                   | воєвода                           | 1752        | |
| Чернишов Петро Матвійович       | полковник, комендант              | 1766 — 1773 | |
| Ричков Андрій Петрович          | полковник, комендант              | 1774        | Убитий під час Селянської війни 1773—1775 років, поблизу Карсун (у Базарному Урені)                                                |

## Відомі люди
- Іван Якович Насакін
- Андрій Симбірсикий
- Іван Іванович Дмитрієв
- Михайло Петрович Баратаєв
- Іван Никифорович Грязнов
- Іван Федорович Волков
- Петро Степанович Пасєвьєв
- Платон Петрович Бєкєтов
- Микола Михайлович Карамзін